# Circobotys obscuralis
Circobotys obscuralis là một loài bướm đêm trong họ Crambidae.